# أوسكار فراس
أوسكار فريدريش فون فراس (بالألمانية: Oscar Fraas) (17 يناير 1824، في لورش (فورتمبرغ) - 22 نوفمبر 1897، في شتوتغارت) كان رجل دين ألمانيًا وعالمًا بالحفريات والجيولوجيا. كان والد الجيولوجي إيبرهارد فراس (1862–1915).